# Bali (Neu-Taipeh)
Bali, auch Pali (chinesisch 八里區, Pinyin Bālǐ Qū, Pe̍h-ōe-jī Pat-lí Khu), ist ein Bezirk der Stadt Neu-Taipeh im Norden Taiwans, Republik China.

## Lage
Der Bezirk Bali liegt an der Mündung des Tamsui-Flusses am nordwestlichen Rand der Stadt Neu-Taipeh. Er wird im Westen, Süden und Osten von den Nachbarbezirken Linkou und Wugu begrenzt, sowie im Nordosten durch den Tamsui-Fluss. Im Nordwesten grenzt Bali an die Taiwanstraße. Hier liegt das bedeutendste Bauwerk des Bezirks, der 1998 eingeweihte Hafen von Taipeh.

## Freizeit und Sehenswürdigkeiten
Mit seinen Radwegen am Tamsui-Ufer ist Bali ein beliebtes Naherholungsziel der Bürger von Neu-Taipeh und Taipeh. Weitere Attraktionen sind der traditionelle Markt und der im Südwesten des Bezirks gelegene Berg Guanyin Shan, der einen Ausblick auf die Taiwanstraße im Nordwesten und das Taipeh-Becken im Südosten bietet. Zu den weiteren Sehenswürdigkeiten zählen das im Jahr 2003 eröffnete Archäologische Shisanhang-Museum, benannt nach der prähistorischen Shisanhang-Kultur, deren Überreste im Gebiet von Bali gefunden wurden, sowie einige daoistische Tempel.

## Galerie

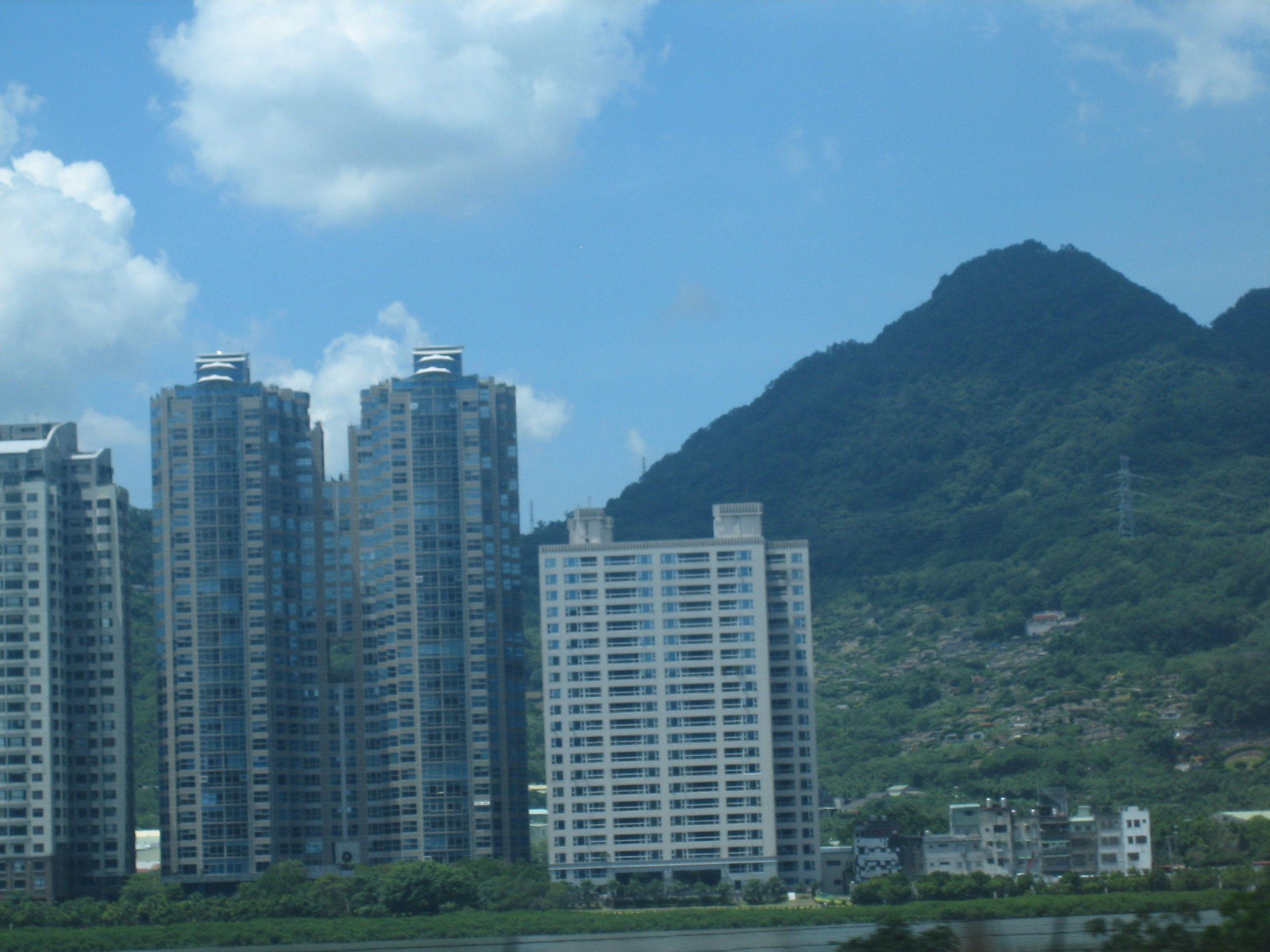
Hochhäuser in Bali
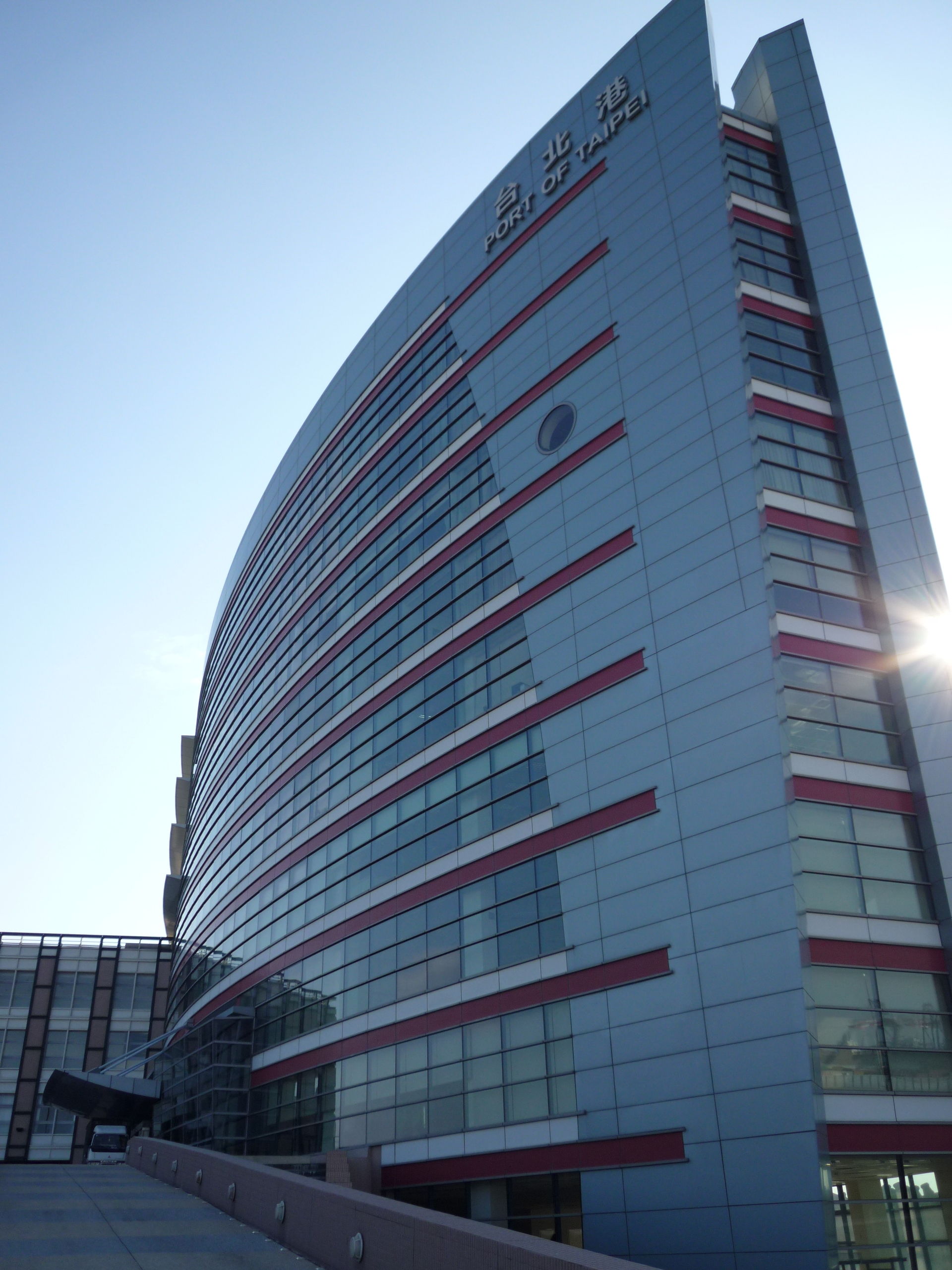
Verwaltungsgebäude des Hafens von Taipeh
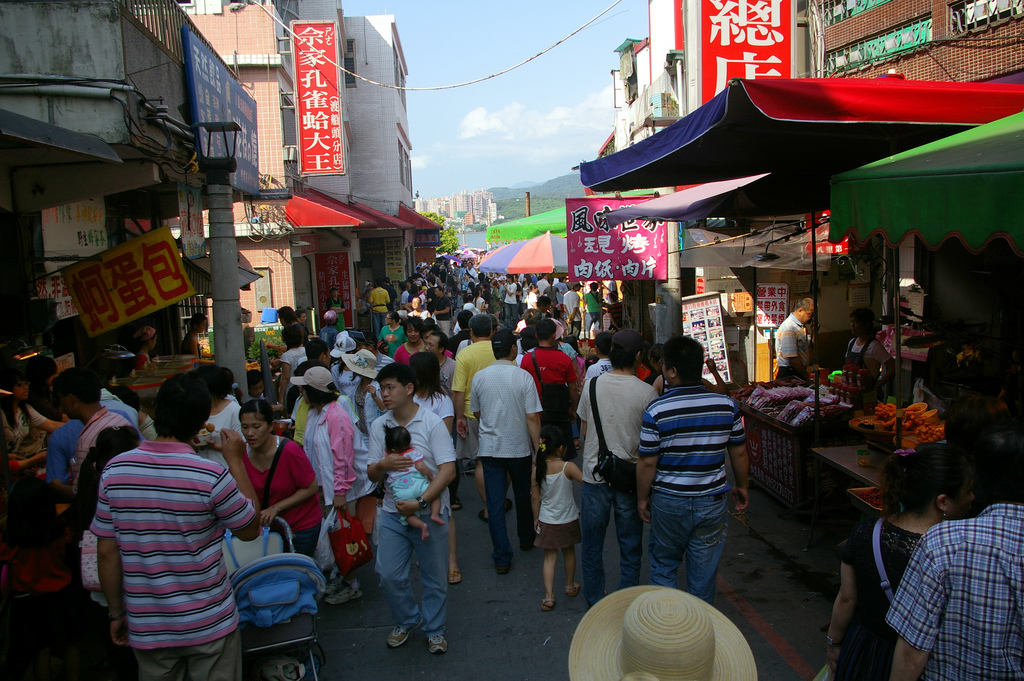
Markt in Bali